# 1-ペンチン
1-ペンチンは、有機化合物であり、末端アルキンである。内部アルキンである2-ペンチンの異性体である。

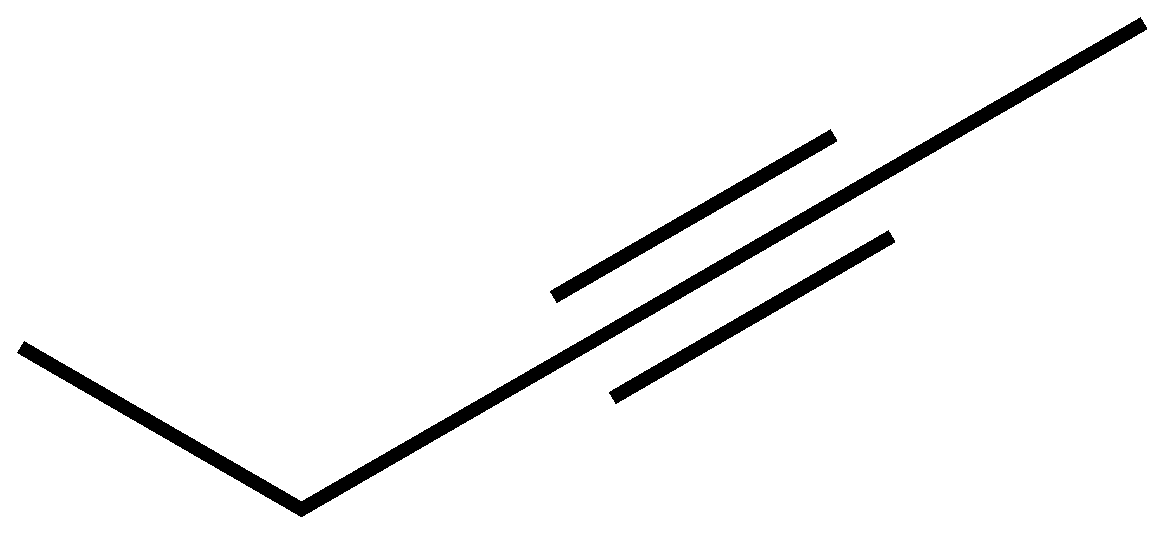
2-ペンチン